# Forenet Kredit
Forenet Kredit f.m.b.a. er en dansk forening, der har til formål at være aktionær i Nykredit-koncernen for der igennem at udøve realkreditvirksomhed og anden finansiel virksomhed til fordel for kunderne. Medlemmer af foreningen er realkreditlåntagere i Nykredit Realkredit og Totalkredit samt kunder i Nykredit Bank med et samlet engagement på over 50.000 kr.
I 2023 ejede Forenet Kredit 90 % af aktiekapitalen i Nykredit-koncernen. Forenet Kredit administrerer Nykredits Fond.
Foreningen Nykredit kendes fra 1996. 16. marts 2017 skiftede foreningen navn til Forenet Kredit. Nykredit som brugspanthaver kendes fra 1964.